# Apricale
Apricale (en ligur Brigar o Avrigà) és un comune italià, situat a la regió de la Ligúria i a la província d'Imperia. El 2011 tenia 624 habitants.

## Geografia
La vila medieval es troba a l'interior de la província d'Imperia, a la vall del Merdanzo, afluent del Nervia, a 13 km de la costa de la Riviera del Ponent i a uns 52 quilòmetres de la capital. Té una superfície de 19,94 km² i les frazioni de Foa, Regione Osaggio i Semoigo. Limita amb les comunes de Bajardo, Castel Vittorio, Dolceacqua, Isolabona, Perinaldo, Pigna, Rocchetta Nervina i Sanremo.